# ОФК „Павликени“
ФК „Павликени“ е футболен отбор от град Павликени, България.
Основан е през 1928 г. под името „Хаджиславчев“ (Павликени). От 1943 до 1945 г. се казва „Цар Симеон“, от 1945 до 1947 г. отново е „Хаджиславчев“, от 1947 до 1949 г. се нарича „Росстрой“, а от 1949 до 1971 г. е „Червено знаме“. За кратко от 1971 до 1973 г. се казва „Павликени“, след което отново е преименуван на „Червено знаме“ и запазва това име до 1991 г. Казва се „Павликени“ от 1991 г.
Най-големите успехи на отбора са в Републиканското и Държавното първенства и за Царската купа. През 1941 играе четвъртфинал за Държавното първенство, а през 1946 и 1947 г. за Републиканското първенство. За Царската купа през 1941 г. достига до полуфинала, където е отстранен от АС`23 (София). През 1955 г. участва за сезон в А група, но отпада.
Играе мачовете си на градския стадион в Павликени, с капацитет 10 000 зрители. Основният екип на отбора е изцяло в червено, а резервният е оранжеви фланелки и черни гащета.

## Успехи
- 2 участия в Републиканското първенство (5 място – 1946 г.).
- 5 участия в Държавното първенство (7 място – 1937 г.).
- 1 участие в А група (14 място – 1955 г.).
- Полуфиналист за Купата на България (тогава Царска купа) – 1941 г.
- Осминафиналист за Купата на България (тогава Царска купа) – 1938 и 1939 г.
- Осминафиналист за Купата на Съветската армия (в официалния турнир) – 1981 и 1982 г.
- 1 място в Северозападната Б група – 1954 г.
- 2 място в Северната Б група – 1956 и в Северозападната Б група – 1953 г.
- Републикански шампион за ветерани 1977 г.
- 6-о място в Северозапдната В Група – Сезон 2015/2016 г.